# Stuart Dallas
Stuart Alan Dallas (ur. 19 kwietnia 1991 w Cookstown) – północnoirlandzki piłkarz. W swojej karierze grał w takich klubach, jak Crusaders, Brentford, Northampton Town oraz Leeds United. Uczestnik Mistrzostw Europy 2016.